# Eva (film)
Eva är en svensk dramafilm från 1948 i regi av Gustaf Molander med manus av Ingmar Bergman. I huvudrollerna ses Birger Malmsten, Eva Stiberg och Eva Dahlbeck.

## Handling
När Bo kommer tillbaka från flottan efter att ha varit trumpetare där i två år återvänder han till sitt barndomshem. Han minns hur han som 12-åring var delaktig i en olycka där en jämnårig flicka omkom, något han haft dåligt samvete för hela livet.

## Om filmen
Filmen hade premiär annandag jul 1948. Den har visats vid ett flertal tillfällen i SVT.

## Rollista (i urval)
- Birger Malmsten – Bo Fredriksson
- Eva Stiberg – Eva
- Eva Dahlbeck – Susanne Bolin
- Åke Claesson – Erik Fredriksson, Bos far
- Wanda Rothgardt – Anna Fredriksson, Bos mor
- Hilda Borgström – Maria Berglund, Evas mormor
- Stig Olin – Göran Bolin, Susannes man
- Inga Landgré – Frida, Bos syster
- Olof Sandborg – Aron Berglund, Evas morfar
- Carl Ström – Mikael Johansson
- Sture Ericson – Josef Friedel
- Lasse Sarri – Bo som tolvåring
- Anne Karlsson – Marthe, Josefs dotter